# (10501) Ardmacha
(10501) Ardmacha (1987 OT) – planetoida z pasa głównego asteroid okrążająca Słońce w ciągu 4,49 lat w średniej odległości 2,72 j.a. Odkryta 19 lipca 1987 roku.